# Star S2000
Le Star S2000 est une gamme de camions polonais  fabriqué par Fabryka Samochodów Ciężarowych „Star”.

## Historique
Fin 2000 la FSC Star introduit sur le marché la gamme S2000 dans la classe 8 - 12 tonnes désignée S2000. Trois ans auparavant l'usine de Starachowice entreprend une coopération avec la société MAN qui donne naissance aux modèles Star 8.125 et Star 12.155. Les cabines des camions de la gamme S2000 ressemblent aux prédécesseurs néanmoins l'intérieur est largement modifié. Le tableau de bord ainsi que la plupart des pièces provient des camions MAN. Les boîtes de vitesses sont construites par: MAN, ZF Friedrichshafen ou Eaton Corporation.
En raison de la baisse de vente de la gamme S2000 à quelques centaines d'exemplaires par an, sa production est transférée aux usines Man à Graz en Autriche

## Motorisation
La gamme S2000 est propulsée par des moteurs MAN:
- puissance: 112 ch, couple: 490 N m
- puissance: 155 ch, couple: 580 N m
- puissance: 220 ch , couple 825 N m

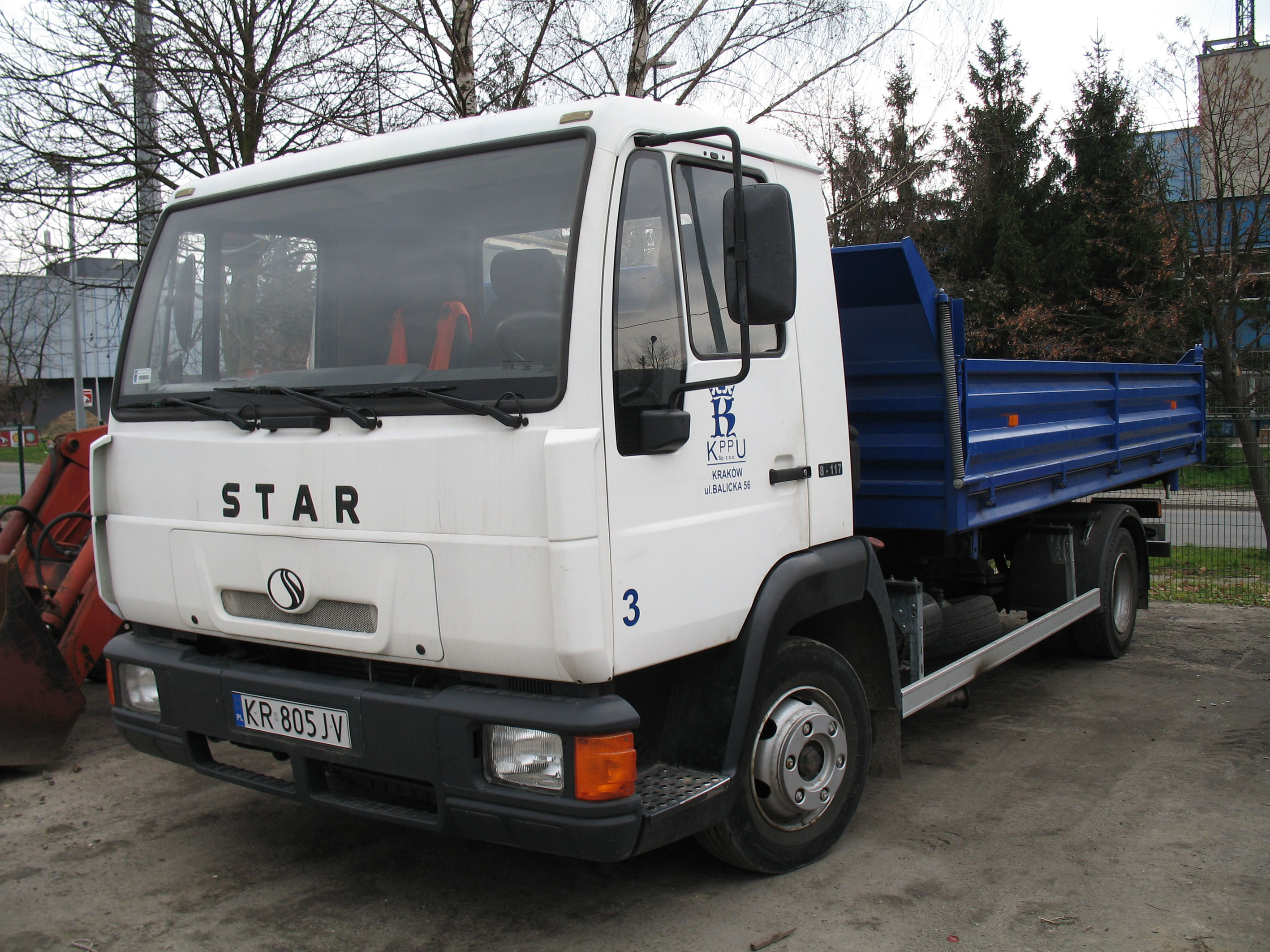
Star 8.117
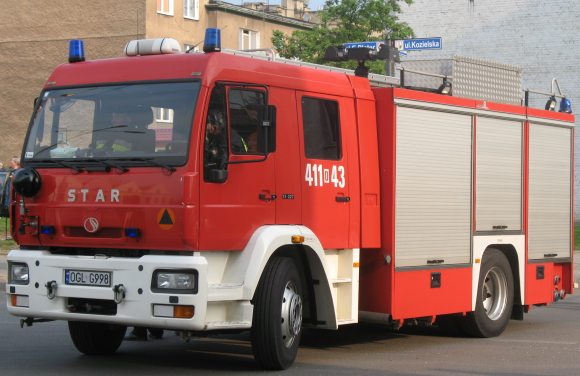
Star 12.227
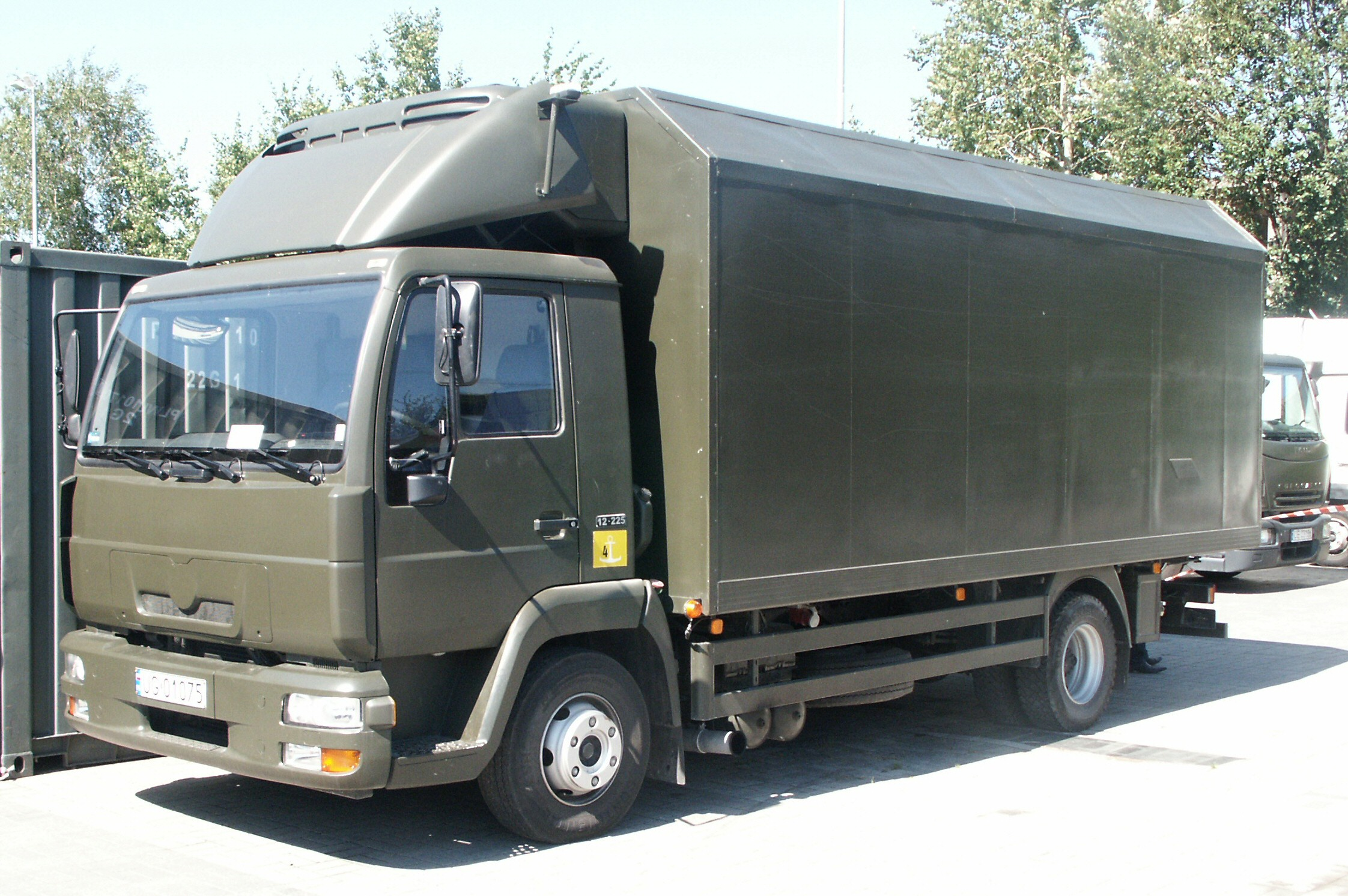
Star 12.225 de l'Armée polonaise
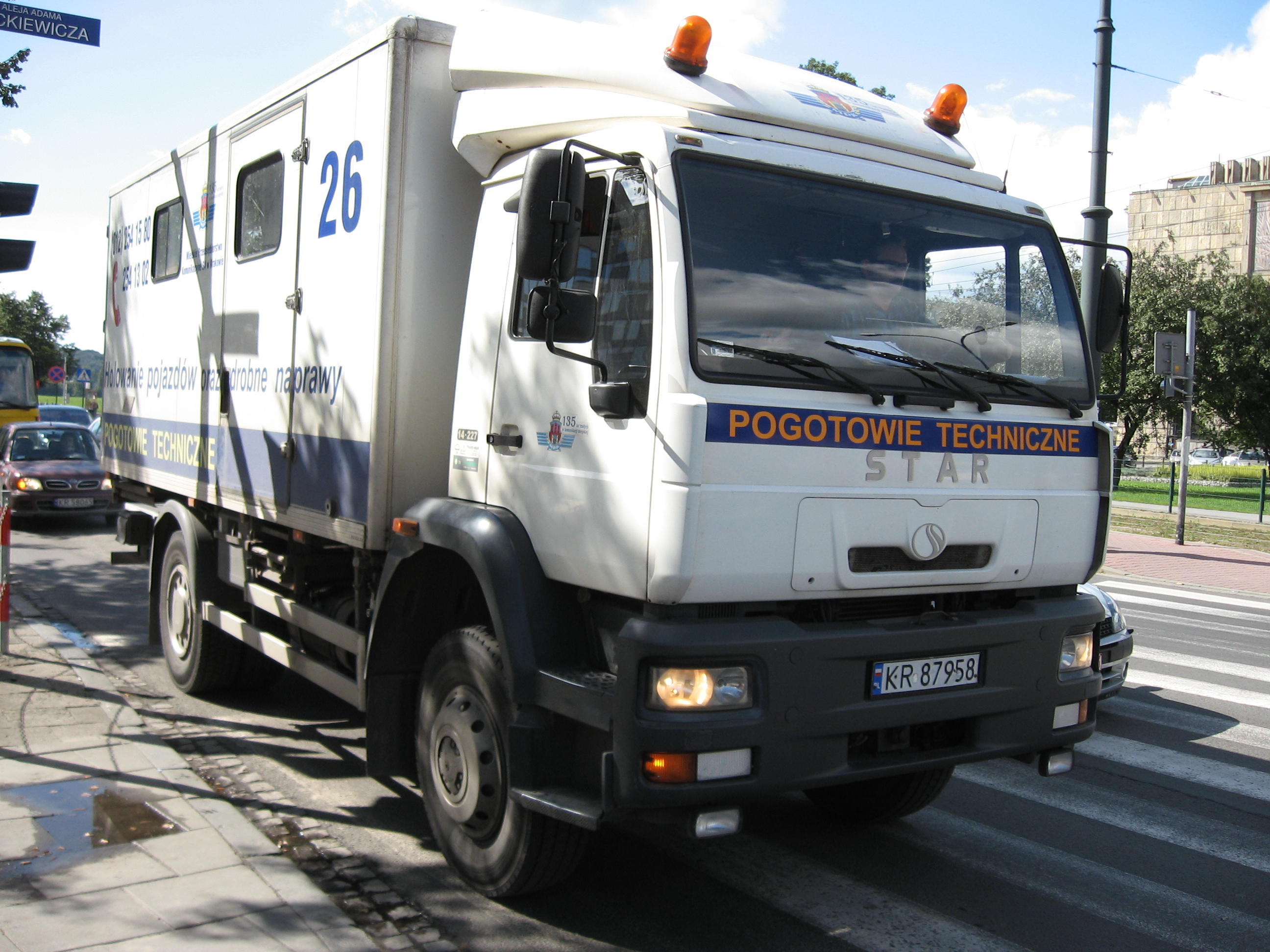
Star 14.227
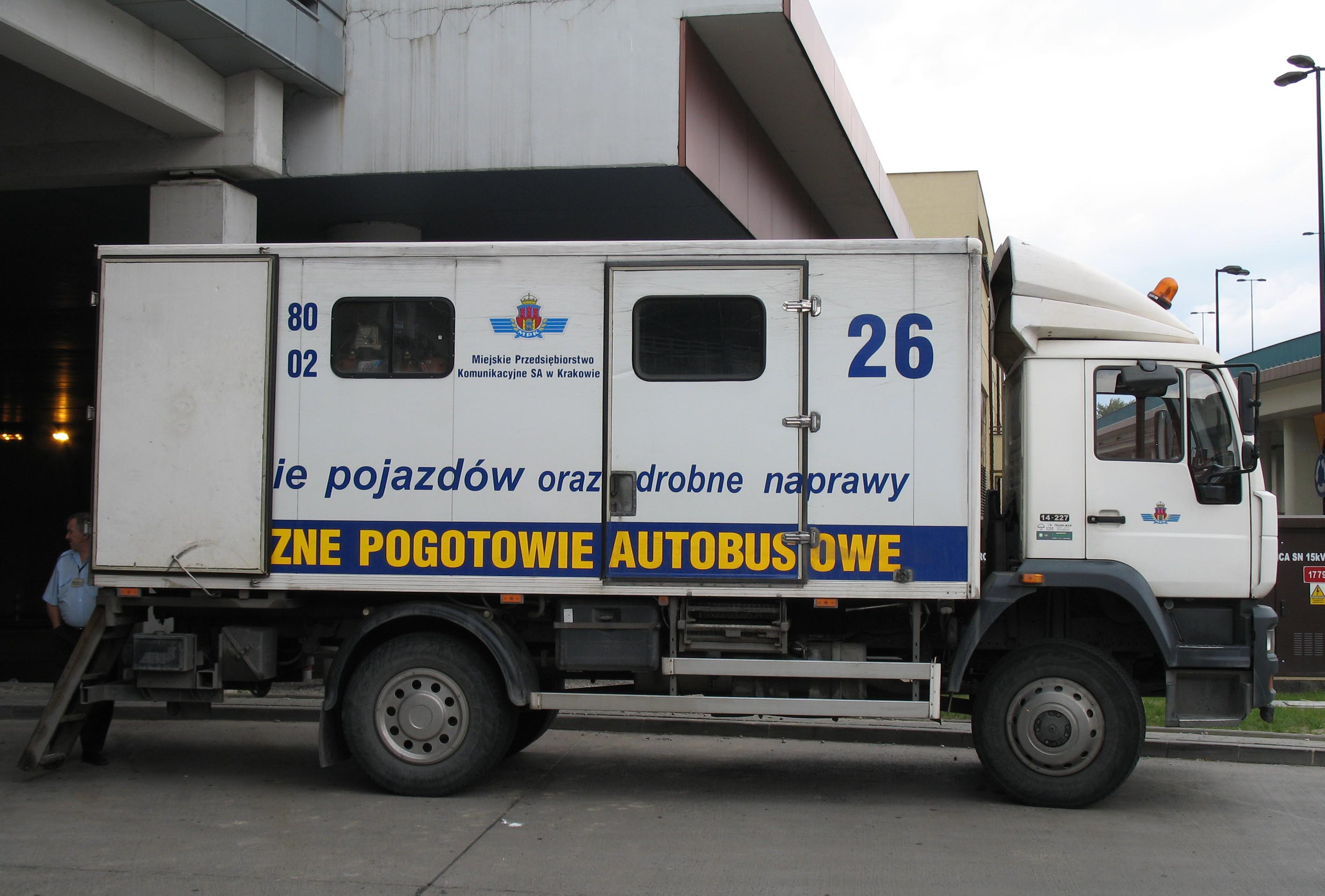
Star 14.227